# Potter Stewart
Potter Stewart (Jackson, 23 de janeiro de 1915 – Hanover, 7 de dezembro de 1985) foi Juiz Associado da Suprema Corte dos Estados Unidos da América de 14 de outubro de 1958 a 3 de julho de 1981.

## Vida
Durante seu mandato, ele fez grandes contribuições para, entre outras áreas, reforma da justiça criminal, direitos civis, acesso aos tribunais e jurisprudência da Quarta Emenda.
Depois de se formar na Yale Law School em 1941, Stewart serviu na Segunda Guerra Mundial como membro da Reserva da Marinha dos Estados Unidos. Após a guerra, ele exerceu a advocacia e serviu no conselho da cidade de Cincinnati. Em 1954, o presidente Dwight D. Eisenhower nomeou Stewart para um cargo de juiz no Tribunal de Apelações do Sexto Circuito dos EUA. Em 1958, Eisenhower nomeou Stewart para suceder a aposentadoria do Juiz Associado Harold Hitz Burton, e Stewart ganhou a confirmação do Senado no ano seguinte. Stewart se aposentou em 1981 e foi sucedido por Sandra Day O'Connor.

Stewart escreveu a opinião da maioria em casos notáveis como Jones vs. Alfred H. Mayer Co. , Katz vs. Estados Unidos, Chimel vs. Califórnia, e Sierra Club vs. Morton. Ele escreveu opiniões divergentes em casos como Engel v. Vitale, In re Gault e Griswold v. Connecticut. Sua opinião concorrente em Jacobellis v. Ohio popularizou a frase "Eu sei quando vejo".